# Sofi Needs a Ladder
Sofi Needs a Ladder è un singolo realizzato dal produttore discografico canadese deadmau5 e dalla cantante tedesca Sofi.

## Descrizione
La canzone era originariamente strumentale intitolata You Need a Ladder, ma la voce è stata aggiunta in seguito per consentire la pubblicazione della canzone ed evitare qualsiasi violazione del copyright (la canzone in precedenza includeva un'intro e una outro con una leggera versione remixata dell'Overworld Theme dal gioco per NES The Legend of Zelda). La canzone ha vinto ai Juno Awards 2011 per la migliore registrazione dance.

## Nella cultura di massa
Il singolo è presente nella colonna sonora del videogioco Need for Speed: Hot Pursuit. Durante le finali della settima serie dello show britannico The X Factor, la concorrente Cher Lloyd ha eseguito una variazione della prima strofa della canzone trasformata in What a Feeling. Il singolo viene anche riprodotto in sottofondo durante una scena in un club nel film Una notte da leoni 2. È anche presente nella serie di successo Entourage durante la festa in casa di Vinnie Chase della stagione 8.

## Tracce
1. Sofi Needs a Ladder (feat. Sofi)

### Remixes
1. Sofi Needs a Ladder (Pig&Dan Remix)
2. Sofi Needs a Ladder (MosDam Remix) (deadmau5 Ultimate Remix Challenge Winner)

## Classifiche
| Classifica     | Posizione massima |
| -------------- | ----------------- |
| UK Dance       | 10                |
| UK Singles     | 68                |
| Canada Hot 100 | 73                |

- (EN) Sofi Needs a Ladder, su Discogs, Zink Media.
- (EN) Sofi Needs a Ladder, su MusicBrainz, MetaBrainz Foundation.